# Argia Castiglioni Vitalis
Argia Castiglioni Vitalis (Rovigo, 1855 – Rovigo, 1933) è stata una poetessa, giornalista e patriota italiana.

## Biografia
Scrittrice intimista e antesignana del femminismo, socia dell'Accademia dei Concordi ricoprendone in seguito l'incarico di presidentessa, fu anche fervente patriota sostenendo le lotte carbonare. Castiglioni Vitalis ha lasciato una folta produzione sia in prosa che in versi, toccando temi sia legati all'emotività interiore che la descrizione poetica del paesaggio tipico del Polesine, come nelle poesie Nebbia e Notturno, e, uno dei temi maggiormente sofferti, quello patriottico-nazionale.

## Opere
Dati tratti da Donne nel Polesine tra '800 e '900.
- Non invano, versi, Padova, 1896.
- Prescelta, Rovigo, 1909
- Ultime voci, poesie, Corriere del Polesine, Rovigo 1914.
- Patria, Corriere del Polesine, Rovigo 1915.
- I Carbonari del Polesine e l'insidia di una festa, scene a base storica, 1916
- Tutta l'anima, Corriere del Polesine, Rovigo 1920.
- Poesie, ed Cappelli, Bologna, 1934. (postumo)